# (6139) Naomi
Pour les articles homonymes, voir Naomi.
(6139) Naomi est un astéroïde de la ceinture principale.

## Description
(6139) Naomi est un astéroïde de la ceinture principale. Il fut découvert le 10 janvier 1992 à Dynic par Atsushi Sugie. Il présente une orbite caractérisée par un demi-grand axe de 2,66 UA, une excentricité de 0,15 et une inclinaison de 12,4° par rapport à l'écliptique.

## Compléments